# Ardea bennuides
Espèce
Ardea bennuides est une espèce d'oiseaux éteinte de la famille des Ardéidés qui habitait les actuels Émirats arabes unis. On pense que ce héron a inspiré le Bénou de la mythologie égyptienne, d'où son nom scientifique.

## Caractéristiques
Ardea bennuides n'est connu que pour un fragment de tibiotarse trouvé sur le site archéologique d'Umm al-Nar dans le golfe Persique (Emirats Arabes Unis) et formellement décrit par la géologue danoise Ella Hoch. Les restes datent de 3500 av. c. (il y a environ 5500 ans). Hoch ne donne qu'une brève description, sans parler de la taille de l'os ni de l'endroit exact où il a été trouvé, mais il ne peut pas être considéré comme un nomen nudum, puisqu'une photo de l'os a été publiée.
Ardea bennuides était plus grand que Ardea goliath, le plus grand héron vivant.